# クロシンリ 彼女が教える禁断の心理術
『クロシンリ 彼女が教える禁断の心理術』（クロシンリ かのじょがおしえるきんだんのしんりじゅつ）は、2021年4月23日から6月11日まで毎週金曜 0:25 - 0:55（木曜深夜）に関西テレビで放送、同年5月2日から6月20日まで毎週日曜 0:30 - 1:00（土曜深夜）にBSフジで放送されていたサスペンスドラマ。全8話。主演は連続ドラマ初主演となる久保史緒里（乃木坂46）。

## 概要
久保史緒里がブラック心理術を操る主人公・クロノサキ役を演じる。「操る人生か、操られる人生か。」をキャッチコピーに、心理術に翻弄されてゆく人々のブラックユーモアを描く。『他人を支配する黒すぎる心理術』（マルコ社）を参考に描かれたオリジナルストーリー。

## キャスト
クロノサキ
演 - 久保史緒里（乃木坂46）
主人公。他者を意のままに支配するブラック心理術を操る女。悩みを抱える人々のもとへ現れ、解決のための心理術を指南する。ドS、毒舌、神出鬼没。

### 第1章
村上和也
演 - 田中俊介
上司からパワハラを受ける。原々電機営業部の社員。サキの授けた心理術で上司に立ち向かう。
山口晃史
演 - 佐藤太一郎
村上和也の上司。原々電機営業部の部長。
坂崎恭子
演 - 朝見心
村上和也の職場の先輩。
バーテンダー
演 - 岩部彰
他
演 - 杉森大祐、山根翔大

### 第2章
杏
演 - 秋田汐梨
メガネ姿の女子高生。地味で内気な性格。
松沼秀明
演 - 田中亨
杏が片思いする同級生。クラスで人気者のイケメン。
杏の高校教師
演 - 兵動大樹
川原恵美
演 - 納富有沙
他
演 - 横野すみれ、RUNA、安藤夢叶、堺翔太、高本剛志

### 第3章
美奈子
演 - 黒川智花
夫の不倫に気づくセレブ妻。
絵里
演 - 北香那
美奈子の夫の不倫相手。
他
演 - 小堀正博、西村諭士、満腹満、西脇彩、星加莉佐、兵頭祐香、佐々木ヤス子

### 第4章
正人
演 - 森永悠希
勤務医。母親(宍戸美和公)の監視を受け続けている影響で息苦しさを感じ始める。
見舞客
演 - Hakubi
正人が勤務する「くすの木病院」の見舞客。
他
演 - 畦田ひとみ、たちばなゆひ、久野麻子、今井縮、赤阪侑子（アルミカン）、藤野結衣

## スタッフ
- 脚本：吹野剛史[26]
- 音楽：Mori Zentaro[26]
- 監督：木村弥寿彦、石田陽希、髙山浩児、髙野有里[26]
- プロデューサー：近藤匡[26]
- 制作：関西テレビ、BSフジ[27]
- 主題歌：Hakubi『道化師にはなれない』[28]

## 放送期間
| 放送期間                | 放送時間                     | 放送局     | 対象地域   | 備考   |
| ----------------------- | ---------------------------- | ---------- | ---------- | ------ |
| 2021年4月23日 - 6月11日 | 金曜 0:25 - 0:55（木曜深夜） | 関西テレビ | 近畿広域圏 | 制作局 |
| 2021年5月2日 - 6月20日  | 日曜 0:30 - 1:00（土曜深夜） | BSフジ     | 全国       | 制作局 |

## 放送日程
| 各話 | 放送日  | サブタイトル                                             | 監督       |
| ---- | ------- | -------------------------------------------------------- | ---------- |
| 1話  | 4月23日 | ハラスメント上司を打ち負かす若手社員のブラック心理術     | 木村弥寿彦 |
| 2話  | 4月30日 | ハラスメント上司を打ち負かす若手社員のブラック心理術     | 木村弥寿彦 |
| 3話  | 5月07日 | 好きな男のハートを射止めるオクテ女子高生のブラック心理術 | 石田陽希   |
| 4話  | 5月14日 | 好きな男のハートを射止めるオクテ女子高生のブラック心理術 | 石田陽希   |
| 5話  | 5月21日 | 夫の不倫相手を撃退するサレ妻のブラック心理術             | 髙野有里   |
| 6話  | 5月28日 | 夫の不倫相手を撃退するサレ妻のブラック心理術             | 髙野有里   |
| 7話  | 6月04日 | 毒親の呪縛から逃れる箱入り息子のブラック心理術           | 髙山浩児   |
| 8話  | 6月11日 | 毒親の呪縛から逃れる箱入り息子のブラック心理術           | 髙山浩児   |